# Bernd Freigang
Bernd Freigang (* 10. April 1941 in Bautzen) ist ein deutscher Arzt und Hochschullehrer.

## Leben
Von 1959 bis 1962 studierte Freigang Medizin an der Humboldt-Universität zu Berlin.
Er setzte sein Studium an der Medizinischen Akademie „Carl Gustav Carus“ Dresden bis 1965 fort.
Dort promovierte er 1965 mit einer Arbeit zum Thema Zur Bestimmung von Rest-Hämoglobin in Serum und Plasma.
1966 begann er in Dresden eine HNO-Facharzt-Ausbildung.
Wenige Monate später wechselte er an die Medizinische Akademie Magdeburg zu Friedrich-Wilhelm Oeken.
1970 wurde er HNO-Facharzt und 1972 Oberarzt in der Klinik für Hals-, Nasen- und Ohrenheilkunde an der Medizinischen Akademie Magdeburg.
Von 1972 bis 1990 war er hier leitender Oberarzt und  stellvertretender Klinikdirektor.
Freigang habilitierte sich 1977 an der Medizinischen Akademie Magdeburg mit einer Arbeit zum Thema Möglichkeiten und Grenzen der Objektivierung psychoakustischer Messungen mittels langsamer akustisch evozierter Potentiale bei normalem und pathologisch verändertem Hörvermögen zusammen mit Hellmut von Specht.
1979 erhielt er die Lehrberechtigung und wurde 1988 zum außerordentlichen Professor für Otorhinolaryngologie berufen.
1990 wechselte Freigang an die Berliner Charité, wo er bis 1993 als stellvertretender Klinikdirektor der HNO-Klinik arbeitete.
In dieser Zeit erweiterte er seine Fähigkeiten in der Schädelbasischirurgie.
1994 kehrte er nach Magdeburg zurück und folgte Rudolf Preibisch-Effenberger (1928–2004) als Direktor der Klinik für Hals-Nasen-Ohrenheilkunde der Medizinischen Fakultät der Otto-von-Guericke-Universität Magdeburg.
Von 1995 bis 1997 war er Ärztlicher Direktor des Universitätsklinikums Magdeburg.
Im Jahr 2006 ging Freigang in den Ruhestand.

## Forschungsinteressen
Freigang forschte auf dem Gebiet der Hörphysiologie, der hörverbessernden Chirurgie, der Onkologie, der plastisch-rekonstruktiven Chirurgie, der Chirurgie der lateralen und anterioren Schädelbasis, der Cochlea-Implantate und der Anwendung implantierbarer Hörgeräte.

## Mitgliedschaften und gesellschaftliches Engagement
Von 1991 bis 1999 saß Freigang im Präsidium der Deutschen Gesellschaft für Hals-Nasen-Ohren-Heilkunde, Kopf- und Hals-Chirurgie.
1995 war er Präsident der 65. Jahresversammlung dieser Gesellschaft.
Seit 1992 ist Freigang in der Redaktion der Zeitschrift Laryngo-Rhino-Otologie des Thieme-Verlags Stuttgart.
Freigang war Mitglied der Gesellschaft für Otorhinolaryngologie und cervico-faciale Chirurgie der DDR.
1990 wurde er auf dem letzten Kongress dieser Gesellschaft zu deren Vorsitzenden gewählt.
Nach der Wende überführte er sie in die Nordostdeutsche Gesellschaft für Otorhinolaryngologie und zervikofaziale Chirurgie.
Ab 1997 fanden deren Tagungen zusammen mit der Nordwestdeutschen Vereinigung der HNO-Ärzte statt.
2000 schlossen sich diese Gesellschaften zur Norddeutschen Gesellschaft für Otorhinolaryngologie und zervikofaziale Chirurgie zusammen.
Deren Mitteilungen werden von Freigang im Demeter-Verlag herausgegeben.
Außerdem engagiert Freigang sich im Professorenkollegium Emeritio, das sich der allgemeinverständlichen Wissensweitergabe an breite Bevölkerungsschichten widmet.

## Schriften (Auswahl)
- Tumoren im Kopf-Hals-Bereich: Fortbildungsveranstaltung am 13. November 2002, Schriftenreihe des Tumorzentrums Magdeburg, Sachsen-Anhalt, Magdeburg 2002, OCLC 249132879
- Tumorresektion, Magdeburg: Univ., AVMZ, 2002, Bildmaterial OCLC 754081745
- Verhandlungsbericht 1994 der Deutschen Gesellschaft für Hals-Nasen-Ohren-Heilkunde, Kopf- und Hals-Chirurgie zusammen mit Harald Feldmann, Springer Berlin Heidelberg, 1994, ISBN 9783642851889
- Fibrinklebung in der Otorhinolaryngologie, Springer, 1992, ISBN 978-3540553212